# Розенталь, Иосиф Леонидович
Иосиф Леонидович Розенталь (30 января 1919, Москва — 27 февраля 2004) — советский и российский физик, доктор физико-математических наук (1957), профессор (1962); основоположник каскадной теории электронно-фотонных и ядерно-каскадных ливней.

## Биография
Родился в семье зубного врача и инженера метростроя. Окончил физический факультет МГУ в 1941 году. С началом Великой Отечественной войны принят в артиллерийскую академию, затем в Высшую военную школу обороны, после окончания которой в 1942 году воевал на Северном и Центральном фронтах.
В 1945 году отозван из армии для работ в атомном проекте, стал научным сотрудником Физического института АН СССР, где работал до 1970 года.
В начале 1950-х годов им были проведены пионерские исследования роли ядерно-каскадного процесса в образовании «узких» и «широких» атмосферных ливней.
В 1960-е годы выполнил работы, которые показали возможность возникновения каскадов, инициированных космическими лучами в веществе межзвездной среды.
В 1960—1969 годах заведовал кафедрой экспериментальной ядерной физики МИФИ.
С 1970 года — старший научный сотрудник в отделе перспективного планирования Института космических исследований АН СССР. Профессор МИФИ.

## Научная деятельность
Основные работы — в области физики высоких энергий. Вывод о влиянии фотонных полей при прохождении космических частиц был сделан им до открытия фонового реликтового излучения. Выполнил работы по изучению гидродинамической теории множественного рождения частиц и интерпретации кварк-глюонной плазмы на её основе. Получил важнейшие характеристики множественных процессов: распределение значений поперечного импульса и ограниченность его средней величины, исключительно слабая зависимость поперечного импульса от энергии соударения.
Изучал физические явления и каскадные процессы в Метагалактике. В конце 1990-х годов выполнил расчёты каскадных процессов в сильном электромагнитном поле. Выдвинул гипотезу о том, что источники гамма-всплесков будут наблюдаться в разных диапазонах энергии кроме типичного для гамма-всплесков от нескольких кэВ до нескольких МэВ. Выполнил работы, связанные с прикладным использованием кинематических методов, гидродинамической теорией множественных процессов, анализом прохождения и рождения космических мюонов. Высказал предположение, что в вакууме должны присутствовать все калибровочные бозоны, но в сильно связанных состояниях, что обеспечит малую наблюдаемую величину космологической постоянной.
Автор монографий «Астрофизика высоких энергий», «Релятивистская кинетика и гидродинамика», «Кинематика ядерных реакций», «Ядерная физика высоких энергий», «Геометрия, динамика, вселенная», «Теория множественных процессов», «Механика как геометрия», «Космические мюоны и нейтрино», «Кинематические методы в физике высоких энергий», «Некоторые вопросы физики элементарных частиц и атомного ядра», «Элементарные частицы и структура Вселенной», «Big Bang Big Bounce: How Particles and Fields Drive Cosmic Evolution», «Theory of multiparticle production processes», «Kinematik der Kernreaktionen».

### Избранные труды
- Архангельская И. В., Розенталь И. Л., Чернин А. Д. Космология и физический вакуум. — М.: URSS : КомКнига, 2006. — 213 с. — ISBN 5-484-00542-6.
- Гольданский В. И., Никитин Ю. П., Розенталь И. Л. Кинематические методы в физике высоких энергий. — М.: Наука, 1987. — 199 с. — 2800 экз.
- Очелков Ю. П., Прилуцкий О. Ф., Розенталь И. Л., Усов В. В. Релятивистская кинетика и гидродинамика. — М.: Атомиздат, 1979. — 196 с. — 2250 экз.
- Розенталь И. Л. Вселенная и частицы. — М.: Знание, 1990. — 62 с. — (Новое в жизни, науке, технике). — 28 159 экз. — ISBN 5-07-001537-0.
- Розенталь И. Л. Геометрия, динамика, Вселенная. — М.: Наука, 1987. — 143 с. — (Планета Земля и Вселенная). — 21 500 экз.
- Розенталь И. Л. Интерпретация проблем физики элементарных частиц. — М.: ИКИ, 1990. — 27 с. — 100 экз.
- Розенталь И. Л. Механика как геометрия. — М.: Наука, 1990. — 89 с. — (Наука и технический прогресс). — 5000 экз. — ISBN 5-02-000188-0.
- Розенталь И. Л. Некоторые замечания о ковариантности и законах сохранения. — М.: ИКИ, 1982. — 29 с. — 75 экз.
- Розенталь И. Л. О системах отсчета в теории относительности. — М.: ИКИ, 1985. — 16 с. — 80 экз.
- Розенталь И. Л. О существовании физических пространств с размерностью N=3+1. — М.: ИКИ, 1978. — 24 с. — 65 экз.
- Розенталь И. Л. О численных значениях фундаментальных постоянных. — М.: ИКИ, 1980. — 19 с. — 80 экз.
- Розенталь И. Л. Образование вселенных в пространствах переменной размерности. — М.: ИКИ, 1983. — 7 с. — 75 экз.
- Розенталь И. Л. Проблемы начала и конца Метагалактики. — М.: Знание, 1985. — 64 с. — (Новое в жизни, науке, технике. Космонавтика, астрономия ; 2). — 33 240 экз.
- Розенталь И. Л. Семь чисел, определяющих структуру Вселенной. — М.: ИКИ, 1982. — 12 с. — 80 экз.
- Розенталь И. Л. Синергетика Вселенной и проблема контакта с внеземными цивилизациями. — М.: ИКИ, 2003. — 9 с. — 75 экз.
- Розенталь И. Л. Структура вселенной и фундаментальные постоянные. — М.: ИКИ, 1981. — 12 с. — 80 экз.
- Розенталь И. Л. Теория эволюции Вселенной как следствие космологических постулатов. — М.: ИКИ, 1984. — 12 с. — 75 экз.
- Розенталь И. Л. Физические закономерности и численные значения фундаментальных постоянных. — М.: ИКИ, 1979. — 24 с. — 80 экз.
- Розенталь И. Л. Эволюция физики и математика. — М.: Знание, 1982. — 64 с. — (Новое в жизни, науке, технике. Физика ; № 11). — 34 110 экз.
- Розенталь И. Л., Архангельская И. В. Геометрия. Динамика. Вселенная. — 2-е изд., перераб. — М.: УРСС, 2003. — 199 с. — 2000 экз. — ISBN 5-354-00413-6.
- Розенталь И. Л., Чернин А. Д. Вселенная и Метагалактика. Физический вакуум — первоматерия Вселенной. — М.: ИКИ, 2002. — 8 с. — 75 экз.